# الیزابت روسیه
الیزابت یا به روسی الیزاوتا پترُونا (به روسی: Елизаве́та Петро́вна) (۲۹ دسامبر ۱۷۰۹ – ۵ ژانویه ۱۷۶۲) از سال ۱۷۴۱ میلادی تا زمان مرگش، سومین امپراتریس امپراتوری روسیه بود. او کشورش را در دو جنگ معاصر خود یعنی جنگ جانشینی اتریش (۱۷۴۰–۱۷۴۸) و جنگ هفت‌ساله رهبری کرد. در هنگام مرگ او، روسیه بر قلمرویی در حدود ۱۶٬۲۰۰٬۰۰۰ کیلومتر مربع حکمرانی می‌کرد.
سیاست داخلی الیزابت به اشراف اجازه داد تا تسلط و نفوذ فراوانی در دول محلی (ایالات) کسب کرده و به شکلی خطرناک، خودمختار شوند. این قدرت مستقل اشراف تا سال ۱۷۷۵ در زمان کاترین کبیر ادامه داشت که در همان سال کاترین قدرت اربابان را کم کرد و خودمختاری اشراف را از بین برد. الیزابت در طول سلطنت خود روی به اصلاحات آورد و میخاییل لومونسف را ترغیب کرد که دانشگاه دولتی مسکو را تأسیس کند و از ایوان شووالوف نیز خواست که آکادمی هنر امپراتوری را در سنت پترزبورگ ایجاد کند. او همچنین هزینه‌های گزافی را صرف پروژه‌های معمار مورد علاقه‌اش، فرانچسکو بارتولومئو راسترلی کرد تا از این طریق به ایجاد بناهایی نظیر کاخ پترهوف و تزارکوی سلو اهتمام ورزد. کاخ زمستانی و صومعه اسمولنی مهم‌ترین آثار برجای مانده از دوران حکومت الیزابت هستند. او به دلیل سیاست خصمانه‌اش در برابر پادشاهی پروس، در زمره پرطرفدارترین تزار‌های تاریخ روسیه است.